# Brough Superior SS100機車
Brough Superior SS 100是1924年由喬治‧布勞在英国诺丁汉设计和制造的摩托车。 尽管每辆自行车的设计都是为了满足特定的客户(就連车把都是单独成型的） 1925年還是生产了69辆SS100，价格为170英镑（相當於2019年的9800英鎊），它們被布勞宣传为“劳斯莱斯摩托车”。这个词是由杂志道路测试员在评论自行车时创造的，在劳斯莱斯公司高級主管参观了Brough Superior的工厂后，終於获得了明确的使用许可。 所有的機車都保证有能力达到100 mph（160 km/h） 。
SS100（Super Sports）是第一輛客製機車  ，其组件选自许多不同的供应商。第一个引擎（从1924年到1936年）是双凸轮KTOR JAP（由J. A. Prestwich製造）V型雙缸引擎（从1936年升级为Matchless引擎）。变速箱是Sturmey-Archer的四行程三速，带链传动。   布勞开发了哈雷機車的特色前叉，并生产了自己的版本（由Castle Fork and Accessory Company制造），以将轻量级和强度相结合，成为SS100的特色。 

## 发展

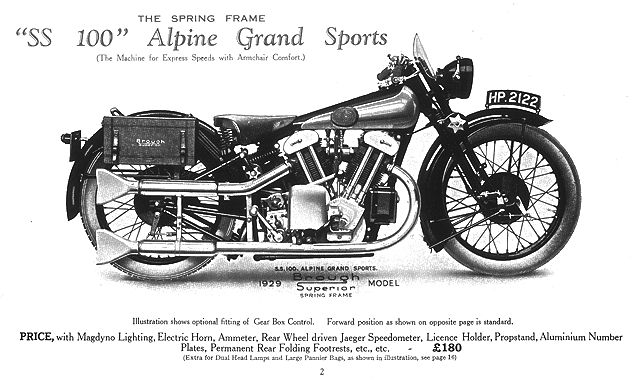
Brough Superior SS 100 Alpine Grand Sports

最初推出的版本SS100 Alpine Grand Sport（一款具有完整旅行规格的SS100）在1925年摩托车展上推出。同年，Brough Superior生产了時速可達110 mph（180 km/h）並增加离地间隙的車型Pendine Racing Model（以彭丁沙灘命名，马尔科姆·坎贝尔在此締造了多项世界速度纪录）。
布勞鼓励每个车主提出自己的想法来开发SS100，这意味着几乎所有他的摩托车都是独特的手工制造，并且设计不断進化。  Sturmey-Archer变速箱在1929年升级为三速“超重”变速箱，以更好地處理由J. A. Prestwich（JAP）引擎产生的50 bhp（37 kW）馬力。 在1928年，布劳引入了后懸吊。1934年，使用JAP顶置阀引擎的SS 100 Alpine Grand Sports具有75 hp（56 kW）馬力，這具引擎被誉为"two of everything"，因为它具有两个磁石和两个油泵。  1935年推出了脚換檔装置，1936年推出了四速諾頓機車变速箱。第二次世界大战期间，当工厂移交给战争工作时，Brough Superior所有的发展都被停止了。

## 世界纪录
SS100工程是通过竞争开发的，并在1920年代初赢得了50多项殊荣，与布勞合作开发的伯特‧勒‧瓦克（Bert le Vack）拥有七项世界纪录。 1927年，布劳和弗雷迪·迪克森（Freddie Dixon）均以SS100创下了130 mph（210 km/h）的纪录。 布勞在1928年以130.6 mph（210.2 km/h）的成绩打破了自己的记录 。 1932年，罗纳德·斯托里（Ronald Storey）在布莱顿站的半英里时速达到了81.08 mph（130.49 km/h），1939年，诺埃尔·珀普（Noel Pope）在布鲁克兰以SS100创造了124.51 mph（200.38 km/h）的圈记录 。 
2008年4月27日，在斯塔福德摩托车展上，拍卖商Bonhams以166,500英镑的价格出售了1934年的Brough Superior SS100，创下了世界纪录，是英国摩托车有史以来的最高拍卖价。  2010年10月22日在海恩斯国际汽车博物馆出售了1929年的Brough Superior SS100，價格達到286,000英镑，這创下了新的摩托車拍賣價格世界纪录。  

## T‧E‧劳伦斯

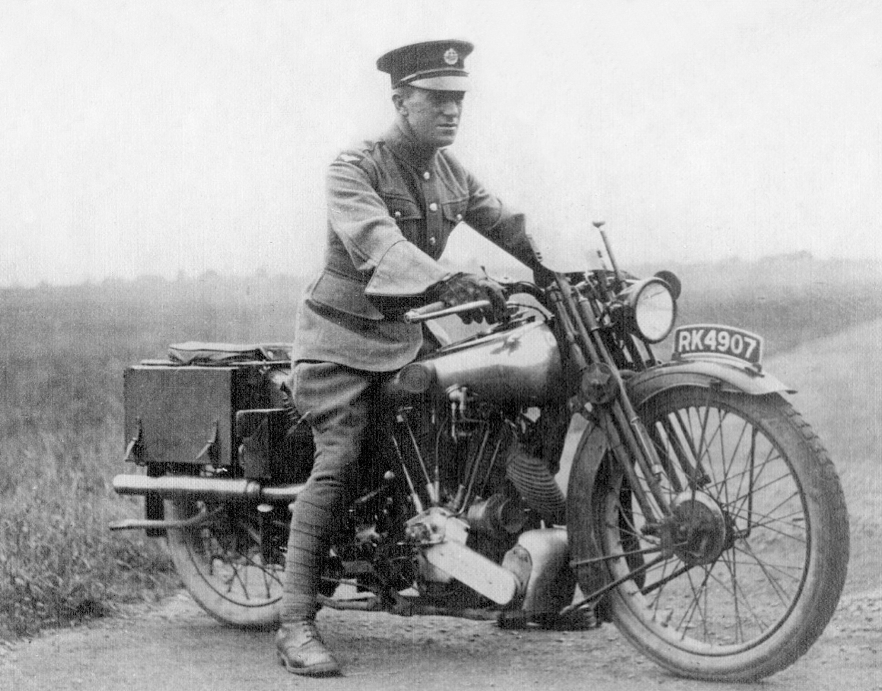
TE Lawrence與他的Brough Superior SS100

T‧E‧劳伦斯（ T.E. Lawrence）在1925年购买了第一批SS100之一，之前拥有三台SS80。  1935年他於韦勒姆騎著SS100，在住家附近的狭窄道路發生事故不幸去世。事故原因是道路上的低谷阻碍他看到两个骑自行车的男孩。劳伦斯竭尽全力躲开他们，而失去控制被甩到车把上。  他没有戴头盔，头部受了重伤並昏迷，於住院六天后死亡。神经外科医师休·凯恩斯（ Hugh Cairns）是其中一位主治医生。因此，他开始了漫长的研究，他认为摩托车騎士因头部受伤而丧命是可避免的，他的研究导致军事和民用摩托车驾驶员都使用了安全帽。休·凯恩斯爵士這項由治療劳伦斯得到的成果最终挽救了许多摩托车手的生命。 
劳伦斯的最后一台SS100（注册號GW 2275）於1932年製造，属于私人所有，但已租借给漢普郡的国家汽车博物馆  和倫敦的帝国战争博物馆。 
在电视连续剧George和Mildred中，George Roper乘坐了1934年的Brough Superior边车组合，登记号为ATO 574。现任车主于1965年以40英镑的价格购买了这辆機車。

## 新SS100
2013年，Brough Superior公司公布了打造新SS100的计划，以纪念最著名的Brough Superior车型90周年。首批新的SS100于2015年交付，每台都是按订单生产的。 
新的SS100具有997 cc（60.8 cu in）排氣量，配備由法国专家Bayonne Akira Engineering开发和制造的DOHC 88°V型双缸引擎，可产生120 hp（89 kW） 馬力。 新型SS100是在法国图卢兹的Henriette's Boxer Design工厂以手工制造。 底盘由镁，钛和铝的昂贵混合物打造，轮框與前叉則為碳纤维材質。制动器是来自飞机工业的Behringer，这是摩托车的第一款四盘前制动器。

## 流行文化
在時雨澤惠一的輕小說作品及改編動畫《奇諾之旅》中，主角奇諾騎乘的會說話的摩托車漢密斯（エルメス）之原型即為Brough Superior SS100。